# ファミリー・アゲイン/離婚でハッピー!?なボクの家族
『ファミリー・アゲイン/離婚でハッピー!?なボクの家族』（原題: A.C.O.D. ）は、スチュアート・ジッカーマン監督、ベン・カーリン&ジッカーマン脚本、アダム・スコット主演、エイミー・ポーラー、ジェシカ・アルバ、ジェーン・リンチ他共演による2013年のアメリカ合衆国のコメディ・ドラマ映画である。原題は「離婚によるアダルト・チルドレン」（Adult Children of Divorce）。
テディ・シュワルツマンは、彼の製作会社「ブラック・ベア・ピクチャーズ」によりこの映画を製作した。他の出演者に、リチャード・ジェンキンス、メアリー・エリザベス・ウィンステッド、キャサリン・オハラ、ケン・ハワード、クラーク・デュークら。
2013年10月4日に全米で公開された。 日本では劇場未公開で2014年3月12日にDVDが発売された（日本語吹替版の収録なし）。

## キャスト
| 役名                                         | 俳優                                 |
| -------------------------------------------- | ------------------------------------ |
| カーター                                     | アダム・スコット                     |
| ソンドラ（カーターの義母）                   | エイミー・ポーラー                   |
| ローレン（カーターの恋人）                   | メアリー・エリザベス・ウィンステッド |
| ドクター・ジュディス                         | ジェーン・リンチ                     |
| ヒュー（カーターの父親）                     | リチャード・ジェンキンス             |
| メリッサ（カーターの母親）                   | キャサリン・オハラ                   |
| ミシェル（ドクター・ジュディスの元研究対象） | ジェシカ・アルバ                     |
| トレイ（カーターの弟）                       | クラーク・デューク                   |
| ギャリー（カーターの義父）                   | ケン・ハワード                       |
| マーク（ドクター・ジュディスの元研究対象）   | アダム・パーリー                     |